# Đá phiến

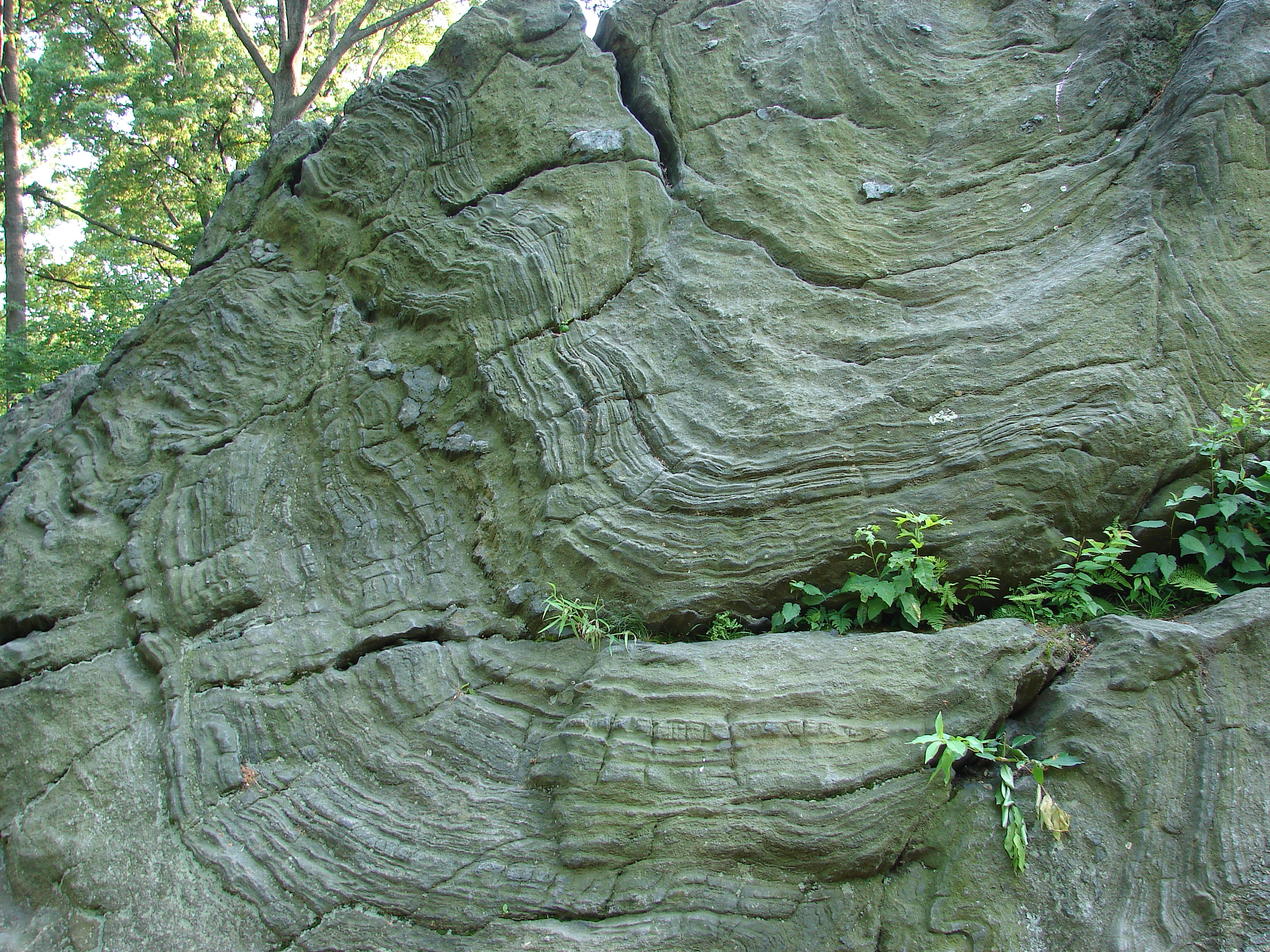
Đá phiến ở Công viên Trung tâm, New York

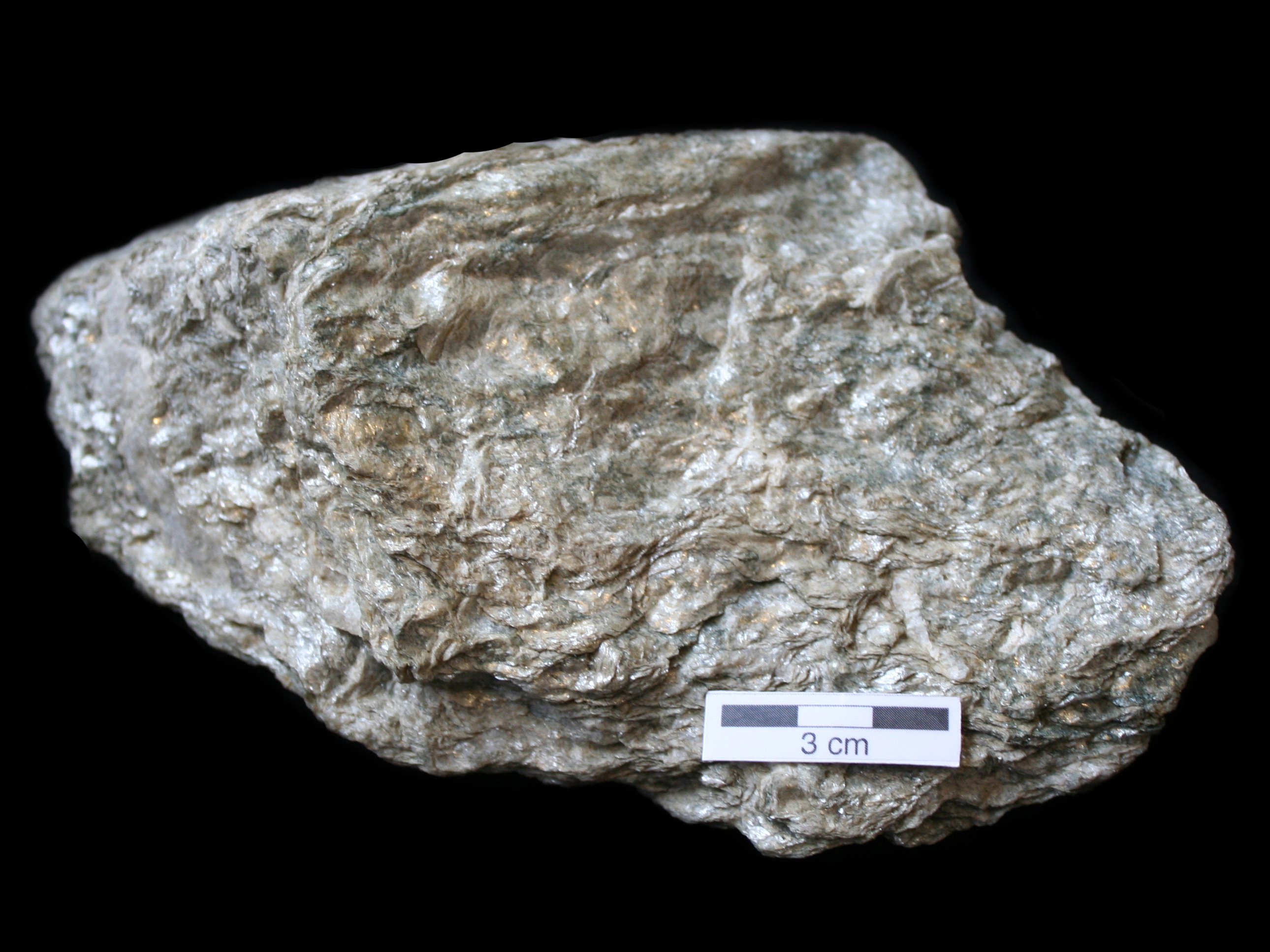
Mẫu đá phiến thể hiện cấu trúc phân phiến

Đá phiến (hay còn gọi là diệp thạch, tiếng Anh: schist) là một loại đá biến chất cấp trung bình. Cần phân biệt đá phiến với đá bảng.
Đá phiến bao gồm các hạt dạng tấm phẳng trung bình đến lớn được sắp xếp theo một phương nhất định (các hạt gần nhau gần như song song nhau). Nó được xác định khi có hơn 50% khoáng vật phẳng và kéo dài, thường xen kẽ giữa thạch anh và feldspar. Các khoáng vật dạng tấm này bao gồm mica, clorit, talc, hornblend, graphit, và các loại khác. Thạch anh thường ở dạng hạt kéo dài tạo thành dạng được gọi là đá phiến thạch anh hoặc diệp thạch thạch anh. Đá phiến thường chứa granat. Đá phiến hình thành ở nhiệt độ cao hơn và có hạt lớn hơn phyllit.